# Codia microphylla
Codia microphylla là một loài thực vật có hoa trong họ Cunoniaceae. Loài này được Vieill. ex Guillaumin mô tả khoa học đầu tiên năm 1943.